# اکسل هیرسوکس
اکسل هیرسوکس (به انگلیسی: Axel Hirsoux) (زاده ۲۸ سپتامبر ۱۹۸۲) خواننده بلژیکی است.
او در مسابقه آواز یوروویژن ۲۰۱۴ نماینده بلژیک بود.